# Anthaxia carolinensis
Anthaxia carolinensis är en skalbaggsart som beskrevs av Jan Obenberger 1928. Anthaxia carolinensis ingår i släktet Anthaxia och familjen praktbaggar. Inga underarter finns listade i Catalogue of Life.